# Перший хрестовий похід
Пе́рший хресто́вий похі́д (1096—1099) — військова експедиція християнської Європи, яка ставила за мету відвоювати Святу землю, захоплену мусульманами у Леванті, результатом якої стало звільнення Святого Міста Єрусалим у 1099 році. Похід ініціював у листопаді 1095 папа Урбан II у відповідь на заклик візантійського імператора Олексія I Комніна допомогти в боротьбі проти вторгнення армії Сельджуків з Анатолії. Невдовзі після початку головною метою кампанії стало повернення під християнську владу Святого міста Єрусалим та Святої Землі, а також визволення східних християн з-під ісламського панування.
Під час походу селяни та лицарі з багатьох країн західної Європи переправилися спочатку до Константинополя, а потім у напрямку Єрусалима. Хрестоносці висадилися поблизу Єрусалима, розпочавши його облогу, та здобули місто в липні 1099, після чого відмовилися повернути Єрусалим під контроль Візантійської імперії, заснувавши натомість власну державу — Єрусалимське королівство. Окрім того, було засновано інші держави під орудою хрестоносців — Триполійське графство, Антіохійське князівство та Едеське графство.
Перший хрестовий похід розпочав низку військових кампаній християнських держав проти мусульманського завоювання, а також став першим серйозним кроком до відновлення міжнародної торгівлі, замороженої з часу падіння Західної Римської імперії 476 року.

## Причини
У 1071 році візантійська армія під командуванням імператора Романа IV Діогена зазнала поразки від султана турків-сельджуків Алп-Арслана в битві біля Манцикерта, що спричинило позбавлення імператора влади і початок громадянської війни у Візантійській імперії, яка тривала до 1081 року. Громадянська війна дозволила сельджуцьким військам окупувати значну частину Анатолії, де ними була створена нова держава зі столицею в місті Нікея, яку вони захопили в 1075 році.
Однак на початку 1090-х мусульманський світ відчував нестачу вождів та потерпав від міжусобиць після майже одночасної смерті всіх тогочасних лідерів.
У березні 1095 на собор у П'яченці прибуло посольство Олексія I Комніна з проханням допомоги в боротьбі проти сельджуків.
27 листопада 1095 на соборі в Клермоні папа Урбан II закликав до хрестового походу проти сельджуків, які захопили Святу Землю і шляхи паломництва в Малій Азії.
Папа Урбан II обрав 15 серпня 1096 датою початку походу, хоча ще раніше ам'єнським ченцем Петром Пустельником було зібране багатотисячне ополчення, переважно з селян і бідних лицарів Північної і Центральної Європи, що не мало ні коней, ні запасів продовольства і влаштовувало дорогою на Схід жорстокі єврейські погроми, розбоєм здобуваючи собі провіант. Більша його частина була перебита ще в Європі, а решта загинула в Малій Азії від рук сельджуків. Слідом за бідняками до Святої Землі попрямувало зібране по всій Європі лицарське військо, котре очолили імениті сеньйори, зокрема брати французького і англійського королів.

## Ситуація в Європі
Більша частина Західної Європи перебувала у відносному спокої після хрещення саксів, вікінгів та угорців наприкінці X століття. Проте колапс імперії Каролінгів призвів до появи цілого класу вояків, єдиними заняттями яких були міжусобні війни. Насильство з боку лицарів періодично засуджувалося церквою, яка урешті-решт запровадила «Мир та перемир'я Боже» (лат. Pax Dei, Treuga Dei), яке забороняло бойові дії в певні дні року. Водночас реформи папства призвели до конфлікту з імператором Священної Римської імперії. Папа Григорій VII схвалював війни проти імператора, підводячи під них теологічне підґрунтя. Використання лицарів в ім'я християнства стало політикою, прийнятною для папства, причому лицарі могли використовуватися не лише проти політичних ворогів, а також у боротьбі з Андалусією та, теоретично, з сельджуками на сході.

Ще 1071 року візантійське військо зазнало вирішальної поразки від мусульман під Манцикертом у Східній Анатолії. Обурення Папи Римського викликала й вістка зі Святої Землі про те, що благочестиві паломники-християни нібито піддаються знущанням з боку «нехристів». Папа Римський Урбан II (близько 1042—1099) вирішив скористатися церковним собором у Клермоні, що відбувся в листопаді 1095 року, аби закликати до «збройного паломництва» в Єрусалим. При цьому він не скупився на слова, яскраво змальовуючи всі жахіття, які переживають нещасні християни в Палестині:
|  | «…«Народ проклятий, чужоземний, далекий від Бога, виродки, серце і розум яких не вірить у Бога, які напали на землі тих християн, спустошивши їх мечами, пограбуваннями та вогнем, а мешканців забрав до себе в полон чи умертвив, церкви ж Божі або зрівняв із землею або ж обернув на своє богослужіння… Хто ж має обов'язок помститися за це й вихопити з їхніх рук награбоване, як не ви. Вас спонукають до подвигів предків велич і слава короля Карла Великого та інших ваших правителів. Особливо до вас має взивати свята гробниця спасителя й Господа нашого, котрою володіють нині нечестиві народи… Єрусалим — пуп землі, країна, що квітне, він як райський сад за чарівністю своєю… І це царське місто, яке лежить у центрі світу, захоплене тепер ворогами Господа, загарбане тими, хто не знає істинного Бога, та став святилищем поганців». |

Очевидно, що Папа Римський все дещо перебільшив. Фактом залишається те, що мусульманські правителі Єрусалима справді стягували плату «за вхід» до міста. Християнським прочанам така ситуація видавалася принизливою. Тим більше, що в Єрусалимі руйнувалися святі місця та знищувалися пам'ятки християнства.
Покласти край такому становищу — саме такою була мета першого хрестового походу. 1096 року близько 300 тисяч європейських лицарів у надії на багату здобич вирушили до Святої Землі. Бойовий дух учасників хрестового походу Папа Римський Урбан II намагався підтримати ще й тим, що обіцяв відпустити всі гріхи — й ті, що були скоєні в минулому, й ті, що будуть скоєні в майбутньому.

## Передвісники першого хрестового походу
З середини XI ст. відбулось кілька успішних військових виправ армій християнської Європи проти мусульман, які надали європейцям впевненості у своїх силах і розглядаються багатьма істориками як передвісники хрестових походів. Одним з найважливіших із них був успішний напад на Махдію у 1087 р. — атака об'єднаної флотилії морських республік Пізи та Генуї на північноафриканське місто Махдія, столицю Іфрікії (сучасний Туніс) під владою берберської династії Зірідів. Історик хрестових походів Карл Ердманн вважає напад на Махдію прямим попередником Першого хрестового походу ("ganz als Kreuzzug ausgeführt "), який відбувся через вісім років після цієї події, оскільки:
- він проводився під прапором Святого Петра;
- проти демонізованого мусульманського правителя;
- певний вид індульгенцій було надано учасникам бойових дій Папою Віктором III.

Морські флоти Пізи та Генуї через вісім років після спільного нападу на Махдію зіграли ключову роль у доставці армій хрестоносців у Палестину та організації логістики першого Хрестового походу.

## Хронологія

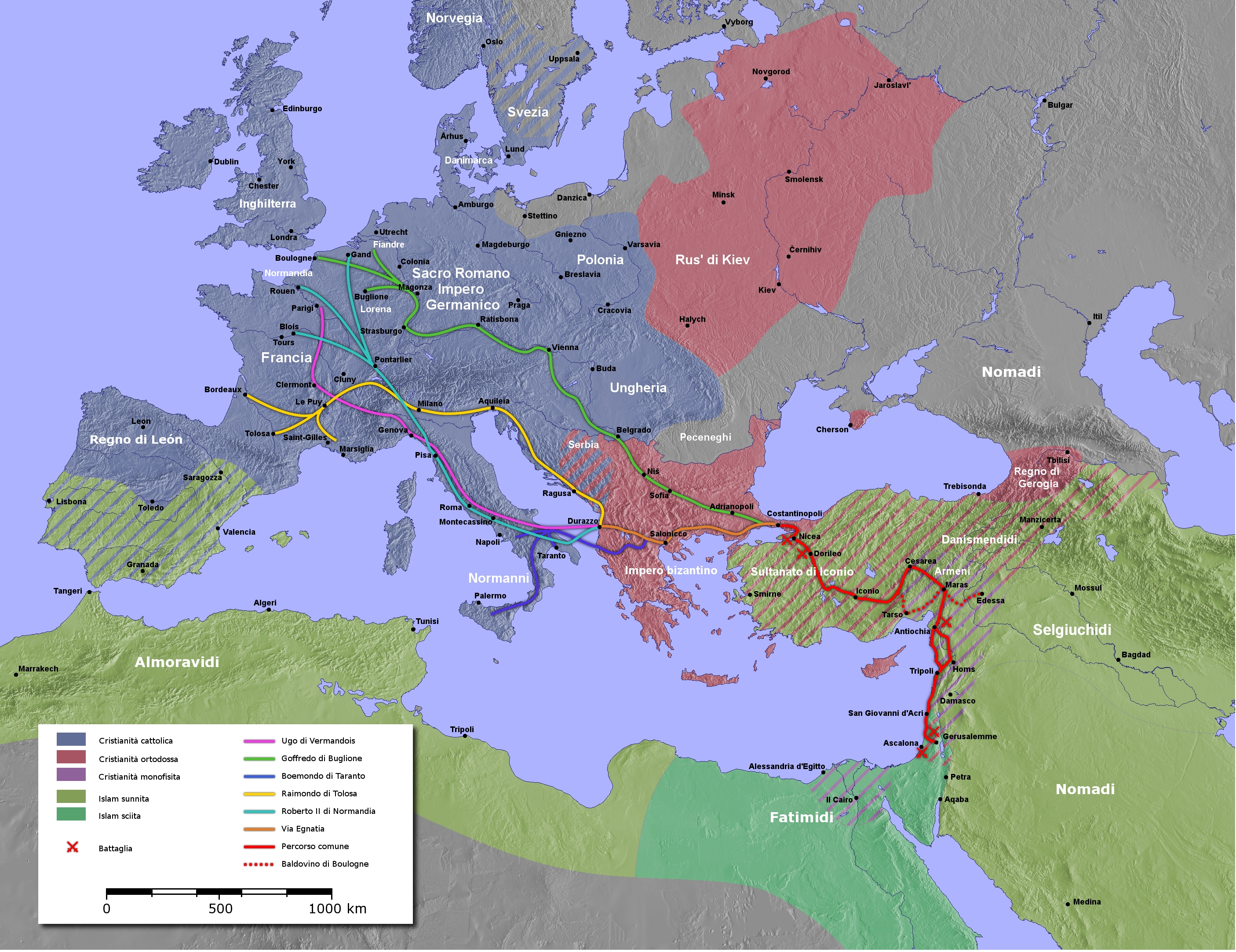
Шляхи головних армій під час 1-го хрестового походу

27.11.1095 — папа Урбан ІІ закликав до Хрестового походу на Соборі в Клермоні.
Серпень 1096 — чотири головні армії хрестоносців рушили до Святої Землі різними маршрутами.
1097 у Константинополі хрестоносці з'єднались з візантійською армією та залишками армії «селянського хрестового походу» Петра Пустельника.
19.06.1097 — взяття Нікеї;
01.07.1097 — битва при Дорілеї;
03.06.1098 — взяття Антіохії;
07.06.1099 — початок облоги Єрусалиму;
15.07.1099 — взяття Єрусалиму
22.07.1099 — заснування Єрусалимського королівства
12.08.1099 — битва при Аскалоні

## Облога Антіохії

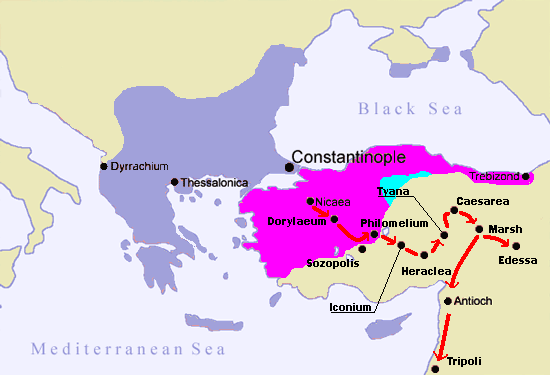
Рух армій під час першого хрестового походу

3 червня 1098 після шестимісячної облоги лицарями-хрестоносцями завойовано місто Антіохія, що перебувало під владою турків-сельджуків. Місто було розграбоване, а тисячі мусульман вбиті.

## Захоплення Єрусалима
На початку липня 1098 року лицарі-християни завоювали Нікею та Антіохію. Через Ліван вони просунулися далі до теперішніх Хайфи та Яффи. В Едессі брат Ґотфріда Буйонського (близько 1060—1100) Балдуїн заснував першу державу хрестоносців.
У липні 1099 року хрестоносці підійшли до Єрусалима. З 300 тисяч лицарів до стін міста дісталися дещо понад 20 тисяч виснажених воїнів. І все ж таки за допомогою таранів та зброї для метання каміння їм вдалося захопити Єрусалим. Лицарі-християни з криками «Так хоче Бог!» увірвались до міста та влаштували там криваве побоїще. Мало кому з жителів вдалось врятуватися. Проголосивши цю бійню «очищенням» Єрусалима від «нехристів», хрестоносці влаштували в зруйнованому місті ходу вдячності. Цього дня були вбиті 70 тисяч людей.

## Держава хрестоносців і подовження міжрелігійних воєн
Улітку 1099 року Готфрід Буйонський, на той час уже властитель Єрусалимського королівства, отримав титул «Захисника Гробу Господнього» (лат. Advocatus Sancti Sepulchri). На Близькому Сході та в Малій Азії, поруч з Едеським графством та Єрусалимським королівством, виникла ціла низка держав хрестоносців, наприклад, Мала Вірменія, Антіохійське князівство та Триполійське графство.
Усі вони проіснували недовго, оскільки новий порядок на Близькому Сході виявився нестійким. Потужні мусульманські країни такі, як Дамаський емірат, Каїрський фатімідський халіфат та Сельджуцький султанат, дуже ревниво спостерігали за діями хрестоносців на Святій Землі. Згодом вони неодноразово робили спроби повернути території, які в них відібрали християни. Ця обставина також використовувалася папським престолом як привід для продовження хрестових походів. Після першого хрестового походу відбулися ще сім. Ця авантюра, жертвами якої стали сотні тисяч людей, тривала до середини XIII сторіччя.
У Європі ж хрестові походи сприяли згуртуванню християнських народів під знаком хреста на чолі з Папою Римським. Ця християнська самосвідомість довгий час забезпечувала єдність Європи. Боротьба зі спільним ворогом, в цьому випадку з мусульманами у Святій Землі, обумовила виникнення європейської самосвідомості. Але відчуття спільноти в європейців було пов'язано з різко негативним ставленням до іновірців. Отже, європейська самосвідомість на той час ґрунтувалася не на об'єднавчому, а на роз'єднувальному принципі.

## Наслідки та спадок

Держави хрестоносців між Першим і Другим хрестовими походами

Більшість хрестоносців вважали своє паломництво завершеним і поверталися додому. Захищати Палестину залишилося лише 300 лицарів і 2000 піхотинців. Саме підтримка лицарів з Лотарингії дозволила Готфріду прийняти світське керівництво Єрусалимом, незважаючи на претензії Раймунда Тулузького. Коли він помер роком пізніше, ті самі лотарингці зірвали плани папського легата Дагоберта Пізанського перетворити Єрусалим на теократію, а натомість зробили Балдуїна першим латинським королем Єрусалиму. Боемунд повернувся до Європи, щоб воювати з візантійцями з Італії, але зазнав поразки в 1108 році під Діррахієм. Після смерті Раймонда його спадкоємці захопили Триполі в 1109 році за підтримки генуезців. Відносини між новоствореними державами хрестоносців Едеського графства та Антіохійського князівства були змінними. Вони воювали разом у програній хрестоносцями битві під Харраном в 1104 році, але антіохійці заявили про сюзеренітет і заблокували повернення Балдуїна II Єрусалимського після його захоплення в битві. Франки були повністю залучені в близькосхідну політику, в результаті чого мусульмани і християни часто воювали один з одним. Територіальна експансія Антіохії завершилася в 1119 році великою поразкою турків у битві на Полі крові.